# آنوسوو
آنوسوو (به لاتین: Anosovo) یک منطقهٔ مسکونی در روسیه است که در استان آمور واقع شده‌است.